# Kyriakos Stratilatis
Kyriakos Stratilatis (griechisch Κυριάκος Στρατηλάτης, * 5. Januar 1988 in Kavala) ist ein griechischer Fußballtorwart.
Kyriakos Stratilatis begann seine Karriere im ortsansässigen Dorfclub Asteras Kavala, welcher zu einer der Akademien von Olympiakos Piräus in Nordgriechenland zählt. Aufgrund seiner überragenden Leistungen im Tor beschloss sein Onkel, der einst ebenfalls Torhüter in der ersten griechischen Liga im Diensten von Ergotelis war, ihn zum Probetraining zu Aris Thessaloniki zu bringen. Der Verein hatte in dieser Saison den Abstieg in die zweite griechische Liga hinter sich. So setzte der Verein aufgrund finanzieller Engpässe auf Jugendarbeit. Da Stratilatis zu diesem Zeitpunkt erst 17 Jahre alt war, passte er optimal in das Konzept von Aris und wurde mit sofortiger Wirkung im Juni 2005 in der ersten Mannschaft, als dritter Torwart, unter Vertrag genommen.
Im Mai 2007 wurde Stratilatis in die U-19-Nationalmannschaft von Griechenland berufen, um während der U-19-EM in Oberösterreich im Tor zu stehen. Die Mannschaft erreichte bei der U-19-Fußball-Europameisterschaft 2007 überraschend das Finale, nachdem diese im Halbfinale 3:2 gegen die deutsche Auswahl gewannen. Der 1,86 Meter große Torwart war nicht unwesentlich am hervorragenden Abschneiden der Griechen beteiligt. Im Finale verlor allerdings die griechische Junioren-Auswahl 1:0 gegen die Spanier, wobei Stratilatis durch einen Stellungsfehler bei einem Freistoß der Spanier das Tor verschuldete. Trotzdem waren seine Leistungen bei diesem Turnier, bis auf diesen folgenschweren Patzer, sehr souverän. Im Juli 2008 ist Stratilatis von Aris Thessaloniki nach Levadiakos gewechselt, wo er schließlich am 29. November 2009 sein Debüt in der Super League gegeben hat.

## Erfolge
- U-19-Vize-Europameister 2007 in Österreich